# عبد الستار أبو غدة
عبد الستار أبو غدة (28 يناير 1940 - 23 أكتوبر 2020) هو اقتصادي وباحث سوري، وعضو بالمجلس الأوربي للإفتاء والبحوث، ومتخصص في الفقه الإسلامي المقارن.

## اسمه وأسرته
اسمه الكامل عبد الستار بن عبد الكريم بن محمد بن بشير بن حسن أبو غدة، وُلد في حلب بتاريخ 28 يناير 1940. وابن عمّه حسن أبو غدة. وعمّهما العالم المسلم السوري عبد الفتاح أبو غدة.

## دراسته
حصل على بكالوريوس في الشريعة عام 1964 من جامعة دمشق، وبكالوريوس في الحقوق عام 1965 من نفس الجامعة. واصل دراساته العليا في جامعة الأزهر بمصر، فحصل على ماجستير في الشريعة عام 1966، ثم ماجستير في علوم الحديث عام 1967، وأخيرًا حصل على الدكتوراه في الشريعة في مجال (الفقه المقارن) عام 1975 من جامعة الأزهر.

## اختصاصاته
يُعد متخصصًا في الفقه الإسلامي المقارن، وخاصةً فقه المعاملات المالية والدراسات المصرفية الإسلامية، إضافة إلى خبراته الواسعة في دراسة الزكاة والأوقاف، وفقه المحاسبة والمراجعة، والدراسات القانونية، والدراسات التربوية، وتحقيق المخطوطات، والطب الإسلامي.

## وظائفه
عمل رئيسًا للهيئة الشرعية في بنك سورية الدولي الإسلامي عام 2006، كما كان أستاذًا في العديد من جامعات السعودية والكويت ومصر وغيرها، حيث عمل أستاذًا في كلية الشريعة والحقوق في جامعة الكويت بالفترة ما بين 1983 حتى 1986، وعمل أستاذًا زائرًا في مركز صالح كامل للدراسات الاقتصادية في جامعة الأزهر بالفترة ما بين 1990 حتى 1991. كما عمل خبيرًا ومقررًا للموسوعة الفقهية التابعة لوزارة الأوقاف الكويتية منذ إنشائها حتى عام 1990.
يُعد عضوًا في المجلس الأوروبي للإفتاء والبحوث، وعضو مجلس المعايير والمجلس الشرعي لهيئة المحاسبة والمراجعة للمؤسسات المالية الإسلامية منذ 1995، وعضو في العديد من المؤسسات المالية والمجامع الفقهية.
أصدر عددًا من المؤلفات، ومنها: الخيار وأثره في العقود، دور الفقه الإسلامي في العصر الحاضر، بحوث في الفقه الطبي والصحة النفسية من منظور إسلامي، دليل الزكاة.

## وفاته
تُوفي في مونتريال بكندا بتاريخ 23 أكتوبر 2020 ميلاديًا المُوافق 6 ربيع الأول 1442 هـ عن عمرٍ ناهز 80 عامًا.